# Schirbel
Schirbel ist ein Fachbegriff aus der Eisenverarbeitung und bezeichnet ein Stück geschmiedetes Eisen, das in einer Eisenhütte aus dem Zagel ausgehauen wurde. Lupp, Zagel und Schirbel bezeichnen dabei Eisen zu einem bestimmten Zeitpunkt der Verarbeitung. So wird aus dem Lupp durch Auspressen der Schlacke Zagel gewonnen, daraus wiederum Schirbel.

## Weitere Begriffsverwendung
Das Wort Schirbel wurde umgangssprachlich für Scherbe oder Scherben gebraucht, sowohl in der Bedeutung eines Stücks, als auch eines Gefäßes; daher auch der Probierschirbel.